# Llorenç Serra i Badosa
Llorenç Serra i Badosa (Santa Coloma de Gramenet, 1866-9 de setembre de 1918), fou un pagès que va exercir el càrrec d'Alcalde de Santa Coloma de Gramenet durant dos períodes: entre 1906 i 1913 i des del 1916 fins a la seva mort. Durant els seus mandats la ciutat va experimentar un notable creixement i millora de la seva configuració urbana, raó per la qual va ser considerat el millor alcalde de la ciutat fins aleshores.

## Orígens i primers anys
Fill dels pagesos Miquel i Tecla, va tenir dues germanes (Colometa i Tereseta) i un germà (Miquel). La seva família exercia com a masovers de la Torre Balldovina, propietat de la família Sagarra, la qual passava els estius en aquesta casa de camp construïda al voltant de la torre romànica del segle xi.
Serra va contraure matrimoni amb Marieta Serra Galí, filla dels propietaris de la carnisseria Cal Nen. La parella va passar a administrar i tenir cura de la finca, que aleshores ocupava una extensió molt superior a l'actual, des del Riu Besòs fins als voltants de l'actual Mercat Sagarra. El fet de treballar a sou d'una de les famílies més importants de Barcelona els va assegurar una posició econòmica benestant i el reconeixement dels seus veïns. Llorenç i Marieta van tenir deu fills, tot i que la meitat van morir abans de complir els 6 anys. Dels 5 que van sobreviure, el primogènit (Josep Maria, 1896-1961) va cursar estudis d'enginyeria agrícola, fet que indica el grau de benestar econòmic assolit per la família. El dramaturg Josep Maria de Sagarra, qui el va conèixer durant la seva infantesa, va descriure a Llorenç Serra en aquests termes a les seves Memòries: 
“Els nostres masovers de Santa Coloma no eren uns masovers pelats, tenien una certa categoria, i el Llorenç arribà a ser un dels homes més notables en el clima de la meva adolescència. En tot l'enrenou agrícola de la casa, Llorenç tingué una participació tan important com la de l'amo; ell menava, pel seu compte, més de la meitat del regadiu i disposava d'una vintena de jornalers”.

## Activitat política
Abans de ser escollit Alcalde, Serra va adquirir experiència en la gestió pública primer com a dipositari dels fons municipals, entre 1891 i 1894 i després com a membre de la comissió encarregada de fer el repartiment de la contribució territorial urbana.
Fou nomenat Alcalde de la vila l'1 de gener de 1906, després d'obtenir els vots de 7 dels 9 regidors del consistori, com a representant de la Lliga Regionalista, partit al qual també militava el seu germà Miquel, qui també seria Alcalde. En la seva elecció foren claus les seves bones relacions amb les principals famílies de la vila (els Banús, els Sol i els mateixos Serra) exercides durant els anys en què va estar al capdavant de la finca dels Sagarra, tasca que mai abandonà, com demostra el fet que sempre es considerés a si mateix “pagès-alcalde”.
L'oposició a Serra i la Lliga, que tenia la seu al cafè Can Xaconet, a l'actual carrer de J. A. Clavé, estava encapçalada pels membres del Partit Radical, fundat per Alejandro Lerroux, que a Santa Coloma s'agrupaven, primer, al “Cafè d'Abaix”, situat al carrer Major, i més tard a una taverna del carrer de J. A. Clavé anomenada “Cal Coronel”. Aquesta polarització entre “els de dalt” i “els de baix” corresponia, en realitat a la divisió ideològica entre dretes i esquerres.
Un altre dels aspectes que va causar tibantor política fou la retolació dels carrers en català, iniciada l'octubre de 1908, fet que va comportar-li problemes davant el Governador Civil Portela. La catalanitat de Serra també es va fer palesa en la relació amb Enric Prat de la Riba, primer com a President de la Diputació de Barcelona i a partir de 1914, al capdavant de la Mancomunitat de Catalunya.
Pel que fa a les accions de govern de caràcter econòmic, és important ressaltar com a finals de 1907 l'Ajuntament concedí a la “Companyia General d'Electricitat de Barcelona” el servei d'il·luminació pública de la ciutat per un període de 30 anys. Mitjançant aquest contracte la companyia privada havia d'instal·lar llums al carrer i l'Ajuntament podia consumir fins a 365 KW a l'any de franc i obtenir un descompte del 25% sobre el preu per al consum que superés aquest volum. Serra també va ser l'impulsor de l'arribada del telèfon al poble, gràcies a una subscripció popular entre les persones benestants i els estiuejants, que va permetre instal·lar el primer aparell a l'Ajuntament.
Les comunicacions terrestres i l'urbanisme són altres aspectes que Serra va dinamitzar des de l'alcaldia. El 31 de desembre de 1913 es va col·locar la primera pedra del pont que havia d'unir les dues ribes del Besòs, i que s'inaugurà el 1915, durant la Festa Major. També es va construir un pont més petit sobre el Torrent de Can Jané (actual carrer de Mossèn Cinto Verdaguer) el que va facilitar ostensiblement el trànsit per la carretera de la Roca.
El 1910 es va ampliar l'Ajuntament per dalt, i a la banda dreta de la casa consistorial es van habilitar unes dependències per allotjar el Jutjat i l'Escola Nacional. Va instal·lar un rellotge a la façana de l'Ajuntament, es remodelà el cementiri i l'escorxador, i es va obrir el primer laboratori municipal. També es va començar durant el mandat de Serra, el maig de 1912, la construcció de la nova església major, tot i que s'inaugurà el 5 de setembre de 1915, quan ja era l'Alcalde Emili Sern.
A primers de 1916, essent Serra alcalde de nou, després dels dos anys en què ho fou Sern, la Mancomunitat de Catalunya va acordar adquirir els terrenys de la finca de Torribera per a edificar un hospital per a malalts mentals. També aquí Serra va tenir un paper important, en comprometre's a obrir una carretera de 6 metres d'amplada que comuniqués el poble amb la futura clínica mental, que no s'inauguraria fins al 20 d'octubre de 1930, bastants anys després de la seva mort, a causa d'una grip el 9 de setembre de 1918, als cinquanta-dos anys.
El traspàs de Llorenç Serra va commocionar a la societat colomenca: el consistori va fer-se càrrec de les despeses del funeral i el Ple municipal va acordar erigir una estàtua seva en record al millor alcalde que fins aleshores havia tingut Santa Coloma. El bust s'inaugurà el 18 de juliol de 1923 a la Plaça de la Vila, amb una llegenda sobre el pedestal on es podia llegir: “Poble que honra als seus fills s'honra a si mateix”. Després de diverses vicissituds, el bust torna a ocupar un lloc destacat a la plaça de la Vila.